# Harakat-i Inqilab-i Islami
Harakat-i-Inqilab-i-Islami ("Den islamiske revolutions bevægelse (HII)) er et mujahid parti i Afghanistan, der kæmpede mod de sovjetiske styrker. Mohammad Nabi Mohammadi var lederen af partiet. HII opererede i de sydlige afghanske regioner Kandahar, Helmand, Uruzgan, Ghazni, Paktika og Vardak. HII var ikke en så stærk gruppe som Hezbi Islami. Bevægelsen var del af "Pashawar Seven" koalitionen af mujahid styrkerne. 
Gennem 90'erne mistede HII mere og mere magt. Det blev især svigtet efter udbryderpartiet "Afghanistans nationale islamiske parti" blev dannet, og tiltrak mange af HIIs støtter. 
Efter Nabi Mohammadis død i Pakistan i 2001, blev bevægelsen overtaget af hans søn Ahmad Nabi Mohammadis. Under hans lederskab skiftede partiet navn til Harakat-e Inqilab-e Islami wa Melli-ye Afghanistan ("Afghanistans Islamiske og nationale revolutionære bevægelse"). I april 2005 blev bevægelsen medlem af Jabha-ye Tafahom-e Melli-ye Afghanistan ("Afghanistans Nationale Forståelsesfront") en koalition af 12 oppositions partier, fronten varede dog ikke længe.
| Politisk parti | Spire Denne artikel om et politisk parti eller gruppe er en spire som bør udbygges. Du er velkommen til at hjælpe Wikipedia ved at udvide den. |